# 機會之神
機會之神，是日本純種競賽馬匹。生涯活躍於一哩賽事，曾勝出2002年京王盃春季盃。

## 出賽前
1998年出生於北海道三石町（今新日高町）三石川上牧場，成長途中被馬主North Hills Management（由前田幸治及前田晉二兄弟擔任負責人）購入，其後交由美浦訓練中心練馬師和田正道訓練。

## 競賽生涯

### 3歲（現4歲）
2000年9月10日出戰阪神競馬場3歲新馬戰，比賽初段於中團位置展開推進下在彎道處逐步發力，於直路望空之下一舉加速衝刺，最終以3/4馬位優勢戰勝對手取得首勝。
3個月後以條件戰葉牡丹賞作為目標，出閘後原本保持在第二的位置，在彎道處順勢加速上前進佔領放位置，可惜在直路上未能完全堅守優勢，最終被Pregio超越以第二落敗。

### 3歲[a]
2001年年初出戰福壽草特別，但以第十一大敗，其後挑戰共同通信盃亦未能做出成績同樣獲得第二。
於以上賽事大敗後，其選擇以條件戰為主軸並主力出戰一哩賽事，於3月3日的黃梅賞中展現優秀的衝刺力，從中團靠後位置一舉加速蠶食所有對手取勝。
其後繼續在條件戰中作戰，於雪絨花錦標、菩提樹錦標及月岡特別中取得三連季後，在秋季改以前置戰術展開賽事，最終成功在飯豐特別及愛爾蘭盃中取勝，晉級公開組。
10月27日再度挑戰分級賽，以二級賽天鵝錦標作為目標。比賽開始後，其順利衝出並處於約莫第三的位置，但於通過彎道時稍為放慢節奏墮後之第六。進入直路後，其移出中檔位置尋找加速時機，於中段開始望空下展開不俗的衝刺，最終以第三的戰績完賽。
11月18日順勢挑戰一級賽一哩冠軍賽，本次比賽選擇前置戰術，維持在領放馬勇敢基斯後方，然而在比賽途中一直受到旁邊的禪宗勝者的緊迫下消耗過多體力，在直路急劇失速以第十三大敗。

### 4歲
2002年年初出戰京都金盃，比賽初段選擇留後，在比賽途中未有太大動作，在最後彎道處仍然維持在後方位置並稍微抽出外檔。進入直路後，其繼續展現以往的優秀速度展開衝刺，跑出全長最快速度下不斷追上前方對手，最終僅敗於大德之都取得第二。
但其後出戰東京新聞盃及讀賣盃未能維持京都錦標時的水準，在兩場賽事中分別以第八及第十二落敗。
5月12日繼續出戰京王盃春季盃，本次比賽於出閘後隨即領放上前，在彎道處逐步發力擴大自身的優勢。進入直路後，其仍然在內欄位置保持不俗的衝刺勢頭，最終力拒對手的來襲以1 1/2馬位優勢取得首個分級賽冠軍。
6月以安田紀念作為目標，本次比賽仍然採用領放戰術，然而其無法於東京競馬場的長直路上維持自身的走勢，最終被眾多對手超越下以第十五大敗。
入秋後以天鵝錦標作為起動戰，比賽初段以先行戰術展開賽事，一直維持在第四左右的位置，但於直路上再度失速墮後，最終以包尾第十八大敗。

### 5歲
休養近9個月在2003年7月的公開賽NST公開賽復出，但仍然維持上年度的頹勢，採用領放戰術下無法保持走勢繼續衝刺，最終以第七落敗。
其後轉往短途戰線尋求突破，但於三級賽夏季短途錦標中在中後段未能阻止對手的攻勢以第五落敗，秋季出戰短途馬錦標亦稍為失速被對手壓制而取得第九。
11月1日返回一哩戰線作戰，連續第三年出戰天鵝錦標。比賽開始後，其選擇於中團靠後的位置逐步推進，於過彎時向前進佔位置開始望空。進入直路後，其逐步蠶食前方賽駒，可惜仍然被飛箭甩開並被Tenshino Kiseki壓制，以第三的戰績完賽。
年末以仙女座錦標作為收官之戰，雖然在中團位置維持不俗的節奏把控保存體力，但在直路上僅以均速前進，最終以第七的戰績落敗。

### 6歲
2004年，其僅於年間出戰新年錦標及京王盃春季盃兩場賽事且表現均未如理想，分別取得第十三及第八的戰績。

### 7歲
2005年其仍然出戰各項賽事，並以公開賽作為主要的目標，然而實力開始下滑下未能勝出任何一場，最佳戰績為於京王盃春季盃中跑獲第七。

### 8歲
2006年年初以阪急盃作為目標，但在直路無法上前下以第十一落敗，其後出戰公開賽東風錦標亦以第十四大敗。
完成以上賽事後，陣營認為其經已不再適合繼續出賽，加上已達8歲的年齡，因而安排其退役。

### 詳細賽績
| 日期       | 舉辦國家 | 馬場 | 距離   | 級別 | 賽事名稱             | 負重 | 騎師     | 馬號 | 出馬 | 名次 | 時間   | 頭馬（二馬）        |
| ---------- | -------- | ---- | ------ | ---- | -------------------- | ---- | -------- | ---- | ---- | ---- | ------ | ------------------- |
| 10/9/2000  | 日本     | 阪神 | 草1600 |      | 3歲新馬              | 53   | 橫山典弘 | 3    | 10   | 1    | 1:35.9 | （Time to Change）  |
| 2/12/2000  | 日本     | 中山 | 草2000 |      | 葉牡丹賞             | 54   | 杜滿萊   | 6    | 13   | 2    | 2:04.2 | Pregio              |
| 7/1/2001   | 日本     | 京都 | 草2000 |      | 福壽草特別           | 55   | 河內洋   | 11   | 15   | 11   | 2:05.5 | Daiichi Dunhill     |
| 4/2/2001   | 日本     | 東京 | 草1800 | GIII | 共同通信盃           | 55   | 柴田善臣 | 1    | 12   | 11   | 1:49.8 | 森林寶穴            |
| 3/3/2001   | 日本     | 中山 | 草1600 |      | 黄梅賞               | 55   | 橫山典弘 | 15   | 16   | 1    | 1:37.3 | （Sasso）           |
| 3/6/2001   | 日本     | 東京 | 草1600 |      | 雪絨花錦標           | 55   | 橫山典弘 | 6    | 16   | 3    | 1:34.6 | Diamond Biko        |
| 8/7/2001   | 日本     | 阪神 | 草1600 | OP   | 菩提樹錦標           | 55   | 福永祐一 | 9    | 11   | 3    | 1:33.9 | Meisho Ramses       |
| 4/8/2001   | 日本     | 新潟 | 草1400 |      | 月岡特別             | 54   | 穗苅壽彥 | 5    | 18   | 3    | 1:20.8 | Kikuka Glorious     |
| 1/9/2001   | 日本     | 新潟 | 草1400 |      | 飯豐特別             | 55   | 柴田善臣 | 11   | 18   | 1    | 1:20.4 | （Big Fleet）       |
| 13/10/2001 | 日本     | 東京 | 草1400 |      | 愛爾蘭盃             | 55   | 岡部幸雄 | 1    | 12   | 1    | 1:20.8 | （Kikuka Glorious） |
| 27/10/2001 | 日本     | 京都 | 草1400 | GII  | 天鵝錦標             | 55   | 藤田伸二 | 9    | 13   | 3    | 1:20.9 | 流行金曲            |
| 18/11/2001 | 日本     | 京都 | 草1600 | GI   | 一哩冠軍賽           | 56   | 後藤浩輝 | 10   | 18   | 13   | 1:33.8 | 禪宗勝者            |
| 5/1/2002   | 日本     | 京都 | 草1600 | GIII | 京都金盃             | 54   | 藤田伸二 | 14   | 15   | 2    | 1:33.9 | 大德之都            |
| 27/2/2002  | 日本     | 東京 | 草1600 | GIII | 東京新聞盃           | 54   | 藤田伸二 | 7    | 12   | 8    | 1:38.4 | 喜高善              |
| 13/4/2002  | 日本     | 阪神 | 草1600 | GII  | 讀賣盃               | 57   | 藤田伸二 | 14   | 14   | 12   | 1:34.0 | 千禧傳記            |
| 12/5/2002  | 日本     | 東京 | 草1400 | GII  | 京王盃春季盃         | 57   | 柴田善臣 | 18   | 18   | 1    | 1:20.3 | （草原世界）        |
| 2/6/2002   | 日本     | 東京 | 草1600 | GI   | 安田紀念             | 58   | 四位洋文 | 9    | 18   | 15   | 1:34.3 | 喜高善              |
| 26/10/2002 | 日本     | 京都 | 草1400 | GII  | 天鵝錦標             | 58   | 柴田善臣 | 16   | 18   | 18   | 1:22.5 | 湘南之戰            |
| 20/7/2003  | 日本     | 新潟 | 草1400 | OP   | NST公開賽            | 57   | 北村宏司 | 2    | 18   | 7    | 1:20.5 | Royal Cancer        |
| 24/8/2003  | 日本     | 新潟 | 草1000 | GIII | 夏季短途錦標         | 56   | 柴田善臣 | 10   | 15   | 5    | 0:54.8 | Il Bacio            |
| 5/10/2003  | 日本     | 中山 | 草1200 | GI   | 短途馬錦標           | 57   | 蛯名正義 | 7    | 15   | 9    | 1:08.8 | 多旺達              |
| 1/11/2003  | 日本     | 京都 | 草1400 | GII  | 天鵝錦標             | 58   | 藤田伸二 | 8    | 16   | 3    | 1:20.6 | 飛箭                |
| 30/11/2003 | 日本     | 京都 | 草1200 | OP   | 仙女座錦標           | 57   | 四位洋文 | 5    | 12   | 8    | 1:11.3 | 金鎮之光            |
| 17/1/2004  | 日本     | 中山 | 草1600 | OP   | 新年錦標             | 56   | 勝浦正樹 | 12   | 13   | 13   | 1:34.3 | Meine Isle          |
| 16/5/2004  | 日本     | 東京 | 草1400 | GII  | 京王盃春季盃         | 57   | 横山典弘 | 9    | 18   | 8    | 1:21.4 | 永勝駒              |
| 20/3/2005  | 日本     | 中山 | 草1600 | OP   | 岡部幸雄騎手退役紀念 | 57   | 田中勝春 | 5    | 16   | 14   | 1:35.7 | 天鵝星              |
| 1/4/2005   | 日本     | 福島 | 草1200 | OP   | 福島民報盃           | 56   | 中館英二 | 13   | 16   | 11   | 1:09.4 | Lord Dalmatian      |
| 1/5/2005   | 日本     | 新潟 | 草1400 | OP   | 谷川岳錦標           | 57   | 芹澤純一 | 16   | 16   | 14   | 1:22.4 | 富士寧靜            |
| 15/5/2005  | 日本     | 東京 | 草1400 | GII  | 京王盃春季盃         | 57   | 横山義行 | 4    | 18   | 7    | 1:21.2 | 淺草田園            |
| 2/10/2005  | 日本     | 阪神 | 泥1400 | GIII | 天狼星錦標           | 55   | 佐藤哲三 | 14   | 14   | 13   | 1:26.6 | Blue Concorde       |
| 29/10/2005 | 日本     | 京都 | 草1400 | GII  | 天鵝錦標             | 57   | 川島信二 | 6    | 18   | 14   | 1:22.5 | Cosmo Sunbeam       |
| 13/11/2005 | 日本     | 東京 | 草1400 | OP   | 黃金盃               | 55   | 後藤浩輝 | 6    | 17   | 17   | 1:22.6 | 大徵兆              |
| 26/2/2006  | 日本     | 阪神 | 草1400 | GIII | 阪急盃               | 57   | 佐藤哲三 | 7    | 15   | 11   | 1:23.4 | 藍槍                |
| 19/3/2006  | 日本     | 中山 | 草1600 | OP   | 東風錦標             | 57   | 福永祐一 | 6    | 14   | 14   | 1:36.2 | 勵進駒              |

a 由2001年開始，日本跟隨國際馬齡顯示標準，以實歲標記馬匹

## 退役後
退役後，機會之神成為了配種馬，於北海道新冠町North Hills Management（今North Hills）休養，在2007年進行配種。首批子嗣在2008年出生，可於2010年出賽。
2009年，其由配種馬退役，前往福島縣南相馬市松浦馬術中心進行養老生活，同時亦有參與當地活動相馬野馬追。
其後，其再度被轉移陣地，前往同市的木幡光政牧場繼續休養。

## 血統簡介
父系高善爲美國賽駒，生涯戰績優秀，曾勝出一級賽育馬者盃一哩大賽。祖父Caro爲愛爾蘭生產的法國賽駒，生涯戰績優秀，曾勝出法國二千堅尼及伊斯巴翰錦標等賽事。
母系Team Colors為美國馬匹，生涯無出賽記錄。外祖父淘金者爲美國著名種馬，於近代擁有巨大影響力，和加拿大種馬北地舞人被譽爲兩大改變世界賽馬的偉大種馬。

### 血統表
| 父線：Fortino系（Grey Sovereign系）            |                                 |                 |                  |
| 種馬 高善 1980年（灰色）                       | Caro 1967年（灰色）             | Fortino         | Grey Soverign    |
| 種馬 高善 1980年（灰色）                       | Caro 1967年（灰色）             | Fortino         | Ranavalo         |
| 種馬 高善 1980年（灰色）                       | Caro 1967年（灰色）             | Chambord        | Chamossaire      |
| 種馬 高善 1980年（灰色）                       | Caro 1967年（灰色）             | Chambord        | Life Hill        |
| 種馬 高善 1980年（灰色）                       | Ride the Trails 1971年（棗色）  | Prince John     | Princequillo     |
| 種馬 高善 1980年（灰色）                       | Ride the Trails 1971年（棗色）  | Prince John     | Not Afraid       |
| 種馬 高善 1980年（灰色）                       | Ride the Trails 1971年（棗色）  | Wildwook        | Sir Gaylord      |
| 種馬 高善 1980年（灰色）                       | Ride the Trails 1971年（棗色）  | Wildwook        | Blue Canoe       |
| 繁殖雌馬 Team Colors 1988年（棗色）            | 淘金者 1970年（棗色）           | Raise a Native  | 天才舞者         |
| 繁殖雌馬 Team Colors 1988年（棗色）            | 淘金者 1970年（棗色）           | Raise a Native  | Raise You        |
| 繁殖雌馬 Team Colors 1988年（棗色）            | 淘金者 1970年（棗色）           | Gold Digger     | Nashua           |
| 繁殖雌馬 Team Colors 1988年（棗色）            | 淘金者 1970年（棗色）           | Gold Digger     | Sequence         |
| 繁殖雌馬 Team Colors 1988年（棗色）            | Private Colors 1982年（深棗色） | Private Account | Damascus         |
| 繁殖雌馬 Team Colors 1988年（棗色）            | Private Colors 1982年（深棗色） | Private Account | Numbered Account |
| 繁殖雌馬 Team Colors 1988年（棗色）            | Private Colors 1982年（深棗色） | Grecian Banner  | Hoist the Flag   |
| 繁殖雌馬 Team Colors 1988年（棗色）            | Private Colors 1982年（深棗色） | Grecian Banner  | Corine           |
| 雌系：號族：6-a                                |                                 |                 |                  |
| 五代內近親交配：Count Fleet 5×5、Nasrullah 5×5 |                                 |                 |                  |

## 命名由來
名字God of Chance（ゴッドオブチャンス）意思為「機會之神」，香港直接以此作為翻譯。

## 外部連結
- 機會之神 netkeiba.com （页面存档备份，存于）
- 血統表 （页面存档备份，存于）